# روح‌سوار (فیلم ۱۹۸۲)
«روح سوار» (انگلیسی: Ghost Rider (1982 film)) یک فیلم است که در سال ۱۹۸۲ منتشر شد.